# Zawiyet Umm el-Rakham

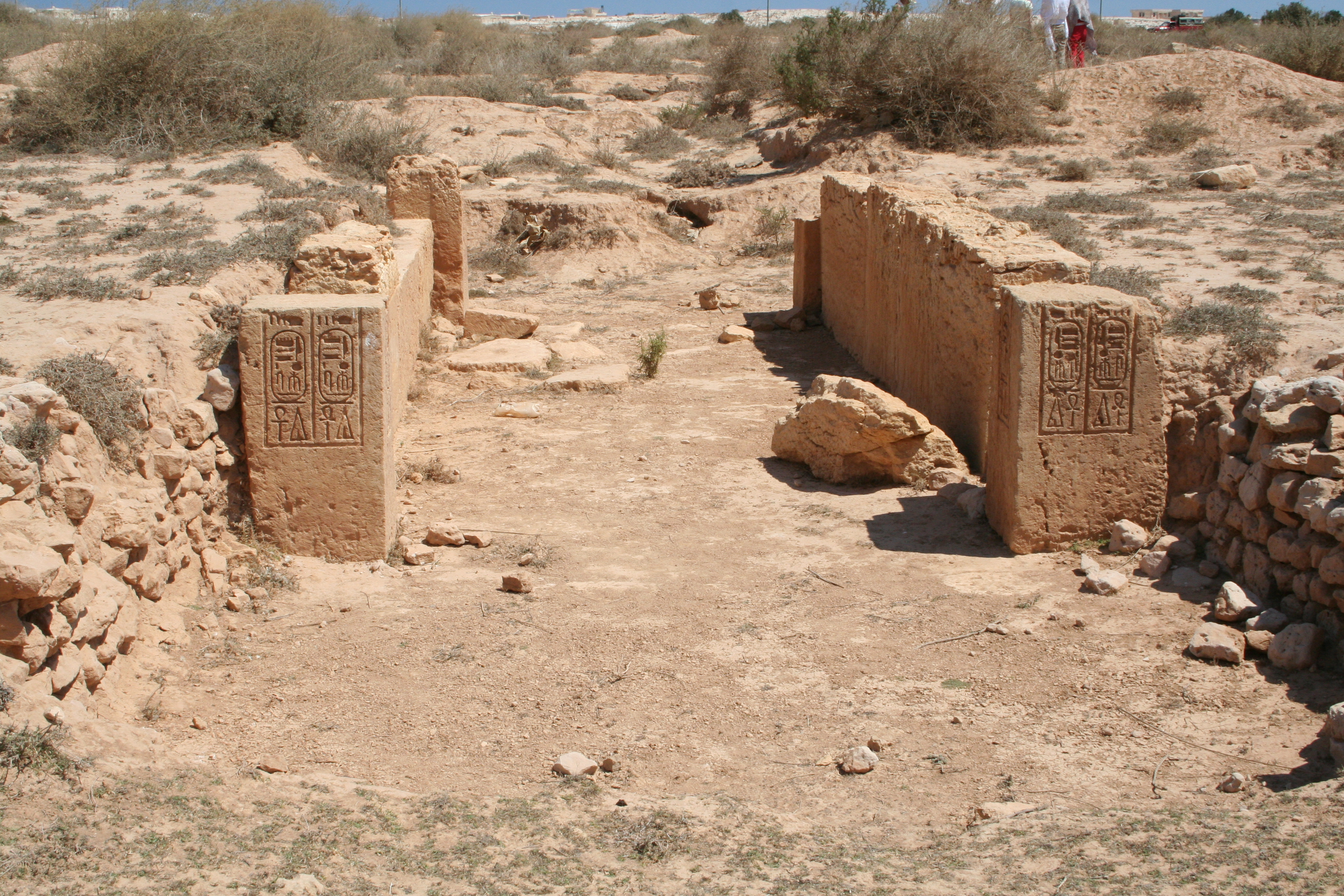
Zawiyet Umm el-Rakham; Eingangstor der ramessidischen Festung

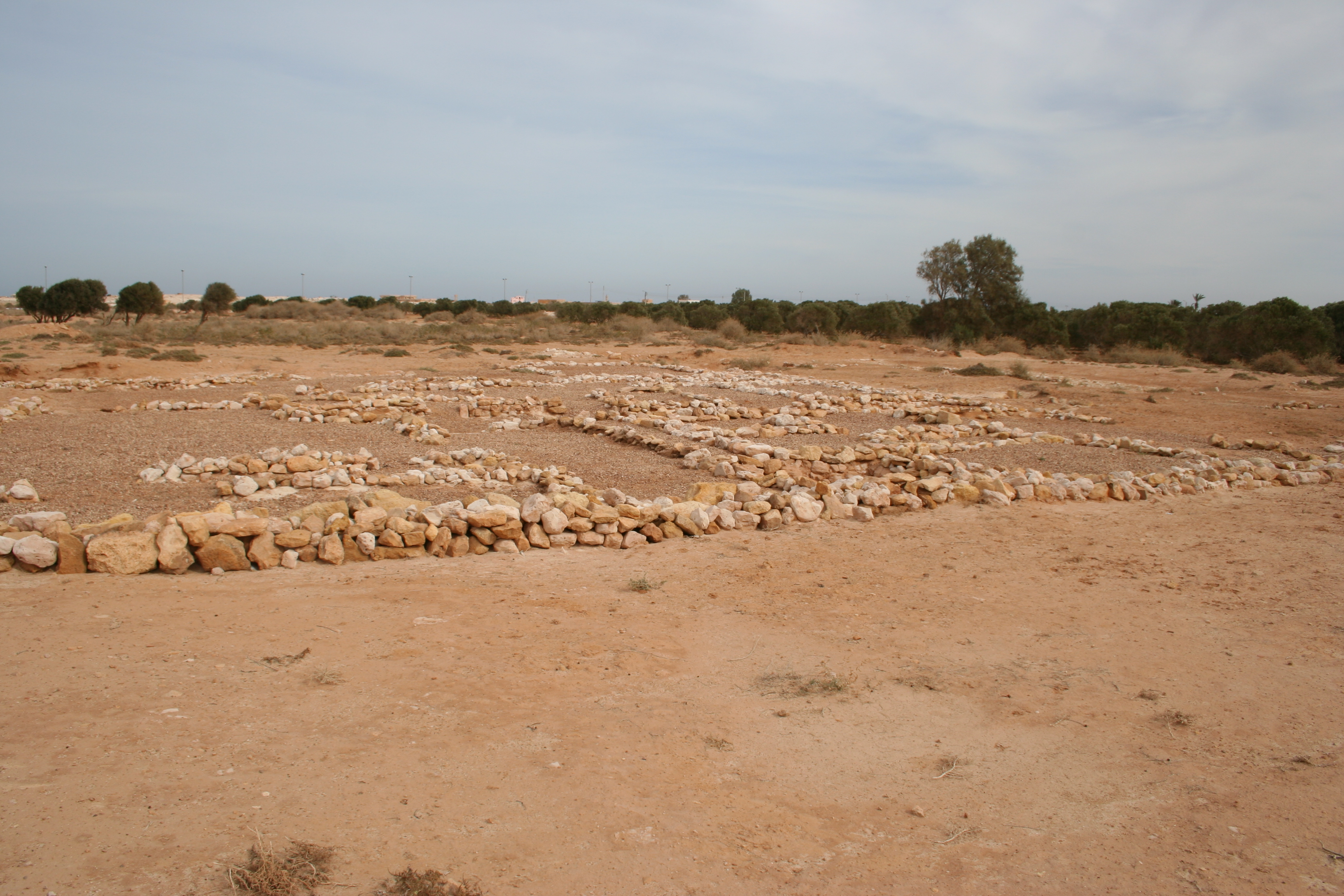
Zawiyet Umm el-Rakham; Ansicht des Küchentraktes der ramessidischen Festung

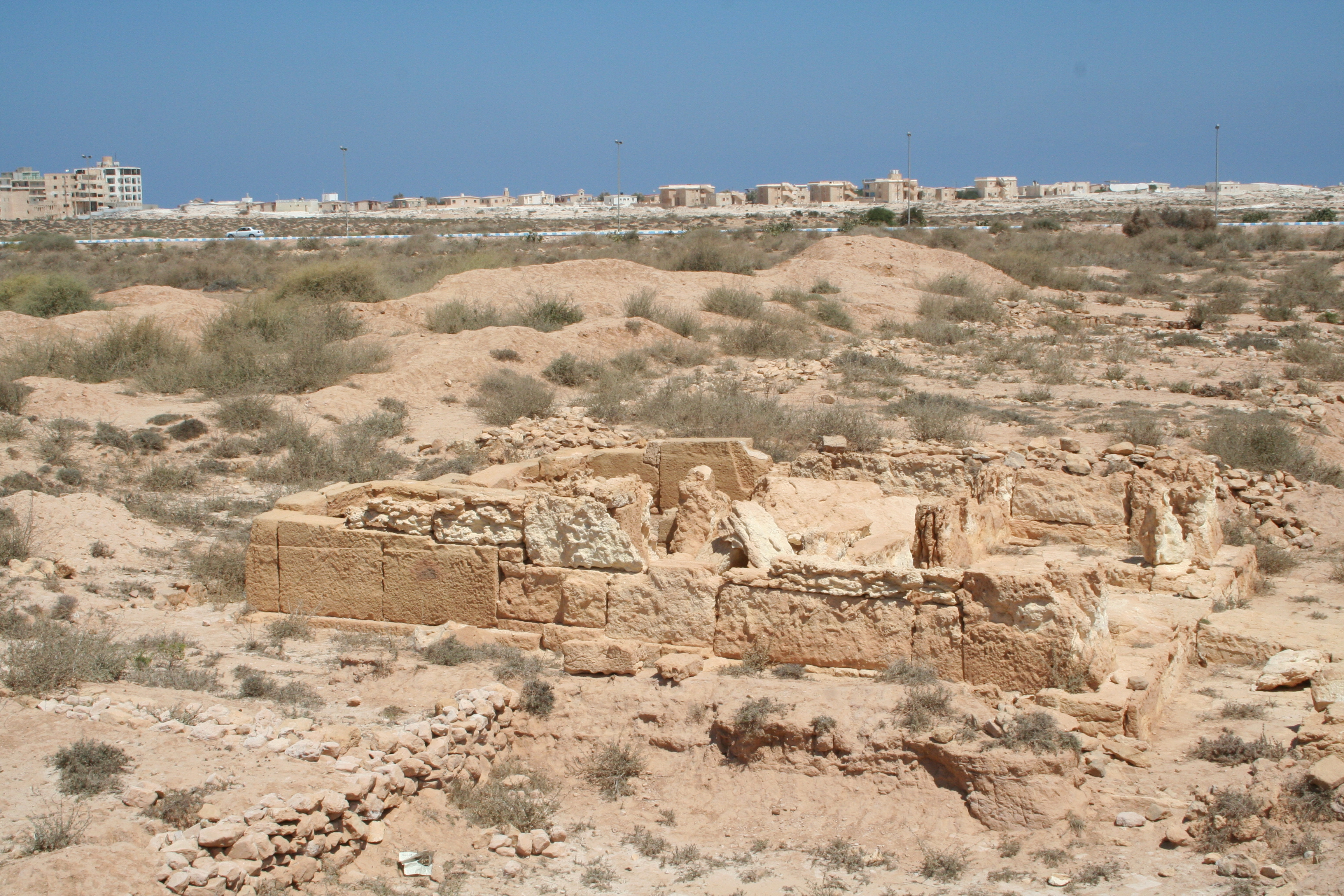
Zawiyet Umm el-Rakham; der Tempel

Zawiyet Umm el Rakham (arabisch زاوية أم الرخم Zāwiyat Umm ar-Racham, DMG Zāwiyat Umm ar-Raḫam ‚Moschee/Niederlassung ‚Mutter der Aasgeier‘‘) ist ein Weiler und ein archäologischer Fundplatz an der ägyptischen Mittelmeerküste, etwa 20 km westlich von Marsa Matruh und etwa 310 km westlich von Alexandria.
Nach Donald White soll sich an der Stelle die griechisch-römische Hafenstadt Apis befunden haben.

## Geschichte und Bauwerke
Zawiyet Umm el-Rakham ist durch seine pharaonisch-ägyptische Besiedlung bekannt geworden. Das wichtigste Bauwerk ist die aus ramessidischer Zeit (Neues Reich, 19. und 20. Dynastie) stammende Festung. Bekannt seit 1946 und in den Folgejahren sporadisch untersucht durch Alan Rowe und Labib Habachi, fanden zwischen 1994 und 2001 umfangreiche Grabungen der Universität Liverpool unter der Leitung von Steven Snape statt.
Bei der freigelegten Anlage handelt es sich um ein befestigtes Areal von 140 Metern im Quadrat mit einer Vielzahl verschiedener Bereiche im Innenraum, die funktional unterschieden werden können. So konnten ein Tempel, mehrere Kapellen und Magazine freigelegt und identifiziert werden. Im Südosten gelang es Gebäude freizulegen, die wohl als Wirtschaftsgebäude anzusprechen sind. So finden sich hier Hinweise auf Küchen und die Kornverarbeitung vom Mahlen des Korns bis hin zum Brotbacken, aber auch auf die Verarbeitung von Flachs.
In diesem Wirtschaftsbereich konnten insgesamt drei Brunnen ausgegraben werden.
Im Gegensatz zu den Brunnen von Samana und Tell Abqain finden wir hier Brunnen, die in den hier anstehenden Kalkstein getrieben sind. Aufgrund der hydrogeologischen Gegebenheiten sind die auch heute noch Wasser führenden Brunnen nur wenig mehr als 3 Meter tief. Das Wasser ist noch heute von guter Qualität, so dass die Grabungsmannschaft das Wasser kosten konnte.